# Гней Сервилий Цепион (консул 141 пр.н.е.)
Вижте пояснителната страница за други личности с името Гней Сервилий Цепион.
Гней Сервилий Цепион (на латински: Gnaeus Servilius Caepio) e политик на Римската република през 2 век пр.н.е.

## Биография
Произлиза от фамилията Сервилии, клон Цепион. Син е на Гней Сервилий Цепион (консул 169 пр.н.е.) и по-голям брат на Квинт Сервилий Цепион (консул 140 пр.н.е.).
През 141 пр.н.е. е избран за консул заедно с Квинт Помпей. Той трябва да води разследването за подкуп против Луций Хостилий Тубул.
Вероятно Гней Цепион е командир на римската войска и претърпява загуба в поход против келтското племе скордиски, които населявали Балканския полуостров. През 133 пр.н.е. потушава заедно с Квинт Цецилий Метел Македоник избухналото робско въстание в Лацио.
През 125 пр.н.е. е цензор с колега Луций Касий Лонгин Равила. Те построяват акведукт Аква Тепула (Aqua Tepula) в Рим.